# Одровонж (Опольське воєводство)
Одровонж (пол. Odrowąż) — село в Польщі, у гміні Ґоґолін Крапковицького повіту Опольського воєводства.
Населення — 545 осіб (2011).

## Демографія
Демографічна структура станом на 31 березня 2011 року:
|          | Загалом | Допрацездатний вік | Працездатний вік | Постпрацездатний вік |
| -------- | ------- | ------------------ | ---------------- | -------------------- |
| Чоловіки | 265     | 47                 | 182              | 36                   |
| Жінки    | 280     | 39                 | 176              | 65                   |
| Разом    | 545     | 86                 | 358              | 101                  |